# Мале Песьяново
Мале Песья́ново (рос. Малое Песьяново) — присілок у складі Мокроусовського округу Курганської області, Росія.
Населення — 178 осіб (2010, 195 у 2002).
Національний склад станом на 2002 рік:
- росіяни — 78 %